# Wielkie Księstwo Meklemburgii-Strelitz

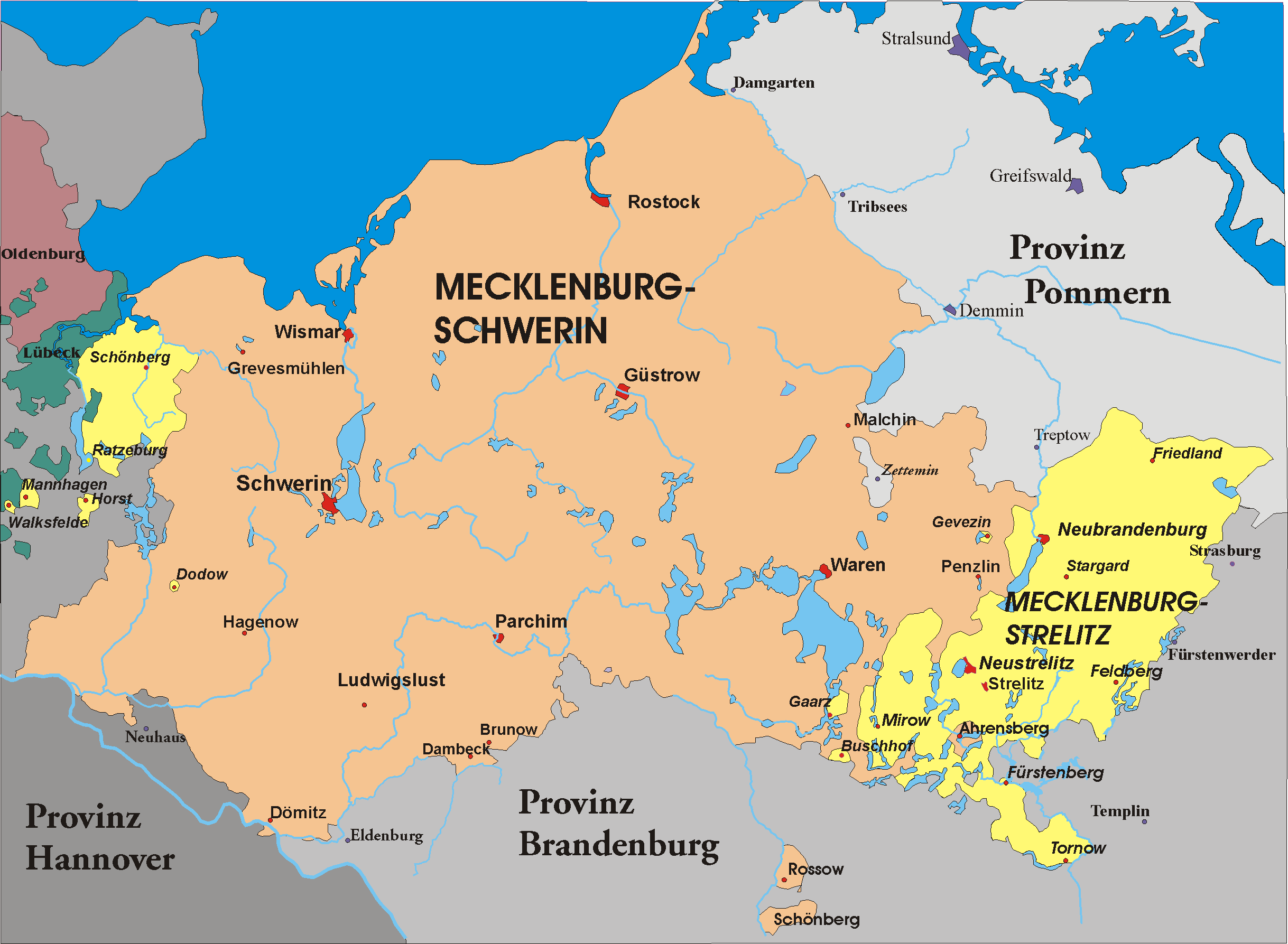
Oba księstwa meklemburskie na mapie

Wielkie Księstwo Meklemburgii-Strelitz (niem. Großherzogtum Mecklenburg-Strelitz) – państwo powstałe w 1815 roku w wyniku podniesienia dotychczasowego księstwa, będącego członkiem Związku Reńskiego do rangi wielkiego księstwa na mocy decyzji kongresu wiedeńskiego. Meklemburgia była członkiem Związku Niemieckiego od początku jego istnienia, a od 1867 roku Związku Północnoniemieckiego. W 1871 Meklemburgia-Strelitz stała się jednym z państw Cesarstwa Niemieckiego. Wielkie księstwo zostało zlikwidowane w wyniku proklamacji republiki (rewolucja listopadowa 1918).

## Dwa państwa meklemburskie
Meklemburgia dzieliła się w od 1701 roku na dwa księstwa Świętego Cesarstwa Rzymskiego: Meklemburgię-Schwerin i Meklemburgię-Strelitz. Drugie z nich było maleńkim państwem nieodgrywającym większej roli, pierwsze znacznie większe miało polityczne ambicje. Był to jednak kraj mało nowoczesny, o słabo rozwiniętym handlu i znajdującym się praktycznie pod rządami oligarchii arystokratycznej.